# Exabit
Um Exabit é uma unidade de armazenamento de informações ou dados de computadores. Normalmente ele é abreviado por Eb.
1 Eb = 1.000.000.000.000.000.000 bits = 1018.
Pebibit = 260 = 1 152 921 504 606 846 976 bits.

## Relações
Base 10:
petabit << exabit << zettabit
Base 2:
pebibit << exbibit << zebibit